# Dione miraculosa
Dione miraculosa is een vlinder uit de familie van de Nymphalidae. De wetenschappelijke naam van de soort is voor het eerst geldig gepubliceerd in 1926 door Erich Martin Hering.